# Pterygophyllum depressum
Pterygophyllum depressum là một loài Rêu trong họ Hookeriaceae. Loài này được (Hedw.) Brid. mô tả khoa học đầu tiên năm 1827.